# 1928년
1928년은 일요일로 시작하는 윤년이다.

## 연호
- 대한민국 임시정부(大韓民國 臨時政府) 대한민국(大韓民國) 10년
- 중화민국(中華民國) 민국(民國) 17년
- 일본(日本) 쇼와(昭和) 3년
- 응우옌 왕조(阮朝) 바오다이(保大) 3년

## 기년
- 응우옌 왕조(阮朝) 보대제(保大帝) 3년

## 사건
- 1월 19일 - 전문학교령 개정으로 공립,사립 전문학교를 문부대신 감독 하에 둠
- 1월 25일
  - 중국 하얼빈에서 신민부중앙위원장 김혁 등 9명이 일경에게 검거
  - <조선일보> 주필 안재홍과 편집인 백관수가 사설의 내용을 문제로 구속
- 2월 12일 - 김마리아 등 미주 한국여학생이 독립운동 후원을 위해 근화회 조직
- 3월 - 중국 상하이 프랑스조계지에서 유기석, 한일원 등이 재중국무정부주의자연맹 조직
- 3월 25일 - 중국 상하이에서 이동녕, 안창호, 김구 등이 한국독립당 조직
- 3월 28일 - 조선총독부 경무국, 동아일보사의 문맹퇴치운동 금지
- 4월 22일 - 경성부 부영버스 10대 운행 개시
- 5월 12일 - 중국 지린성 화전현에서 정의부 등 독립운동 단체가 모여 유일당 촉성문제 협의 시작
- 5월 14일 - 대만 타이중 역에서 조명하가 일본 황족 구니노미야를 저격했으나 실패 및 검거
- 6월 11일 - 홍난파, <옛 동산에 올라> 작곡
- 6월 29일 - 치안유지법 개정 공포
- 6월 30일 - 구월산 단군사당 강제 철거
- 7월 11일 - 경성지법이 이천 권총사건으로 이수흥, 유택수에게 사형 선고
- 7월 16일 - 천도교기념관에서 근우회 전국임시대회 개최
- 7월 28일 - 1928년 하계 올림픽 개막.
- 8월 27일 - 미국∙영국∙프랑스∙일본 등 15개국이 전쟁을 거부하는 켈로그-브리앙 조약에 파리에서 서명했다.
- 8월 29일 - 조선의용단, 국치기념선언 발표
- 9월 1일
  - 아흐메트 조그 1세, 알바니아 국왕으로 즉위.
  - 함경선 전면개통
- 9월 20일 - 경성경마장 개장
- 9월 25일 - 모토로라 창립
- 10월 - 남대문 - 효자동 간 전차선로 준공
- 10월 1일 -
  - 박승희 등이 토월회를 재조직.
  - 로스앤젤레스 국제공항 개항.
- 10월 3일 - 허버트 후버, 미국 31대 대통령에 당선.
- 10월 4일 - 조선의열단 제3차 전국대표대회 개최
- 10월 7일 - 경성 고등법원, 복심법원, 지방법원 청사 낙성식 거행
- 10월 8일
  - 장제스, 중국 국민당 주석으로서 중화민국 국민정부 총통에 취임.
  - 경성에서 조선변호사회대회 개최, 보안법 폐기 가결
- 10월 15일 - 독일 비행선 그라프 체펠린이 최초로 대서양 횡단 비행을 마치고 미국 뉴저지주 레이크허스트에 착륙하다.
- 10월 16일 - 대한민국 임시정부 초대 외무총장 박용만이 밀정으로 오인받아 의열단원 이해명에게 피살당함
- 11월 - 지청천이 만주 밀산에 고려혁명사관학교 설립
- 11월 6일 - 평양복심원이 사이토 총독 저격사건으로 이의준, 김창균에게 사형 선고
- 11월 18일- 미국에서 월트 디즈니가 증기선 윌리를 개봉, 미키 마우스가 세상에 처음 알려짐
- 11월 21일 - 홍명희가 장편 <임꺽정>을 <조선일보>에 연재
- 12월 2일 - 울산비행장 개장
- 12월 27일 - 코민테른이 조선공산당 승인을 취소하고 재건명령 하달
- 소파 방정환이 조직한 어린이운동단체인 색동회에서 세계아동예술전람회를 개최.

## 탄생

### 1월
- 1월 1일 - 독일계 미국인 역사가 게하드 와인버그.
- 1월 2일 - 일본의 작가, 종교학자, 평화운동가 이케다 다이사쿠. (~2023년)
- 1월 5일
  - 사우디아라비아의 정치인 술탄 이븐 압둘아지즈 알사우드. (~2011년)
  - 미국의 제42대 부통령 월터 먼데일. (~2021년)
  - 중화인민공화국의 정치인 첸치천. (~2017년)
- 1월 7일 - 미국의 작가 윌리엄 피터 블래티. (~2017년)
- 1월 9일 - 미국의 소설가 주디스 크란츠. (~2019년)
- 1월 10일 - 대한민국 예비역 육군 중령 출신의 암살 방조자 신초식. (~1958년)
- 1월 14일 - 대한민국의 정치인 문태준. (~2020년)
- 1월 17일 - 영국의 헤어 드레서 비달 사순. (~2012년)
- 1월 18일 - 폴란드의 영화배우 프란치셰크 피에치카. (~2022년)
- 1월 19일 - 대한민국의 기업인 송삼석. (~2022년)
- 1월 22일 - 대한민국의 언론인 방우영. (~2016년)
- 1월 23일 - 프랑스의 배우 잔 모로. (~2017년)
- 1월 25일 - 구소련의 외무장관, 그루지야 공화국 대통령 에두아르트 셰바르드나제. (~2014년)
- 1월 26일 - 프랑스의 영화 감독 로제 바딤. (~2000년)
- 1월 27일 - 동독의 정치인 한스 모드로. (~2023년)
- 1월 30일 - 미국의 전 배우 진 해크먼.

### 2월
- 2월 1일 - 대한민국의 정치인 조순. (~2022년)
- 2월 2일 - 이탈리아의 정치인 치리아코 데 미타. (~2022년)
- 2월 4일 - 조선민주주의인민공화국의 정치인 김영남.
- 2월 5일 - 미국의 역사가 마틴 E. 마티. (~2025년)
- 2월 9일 - 네덜란드의 축구 선수, 축구 감독 리뉘스 미헐스. (~2005년)
- 2월 10일 - 대한민국의 군인 전재구. (~2019년)
- 2월 11일
  - 대한민국의 군인, 기업인 박영석. (~2014년)
  - 미국의 영화배우 콘래드 제니스. (~2022년)
- 2월 15일
  - 대한민국의 군인 출신 정치인 함명수. (~2016년)
  - 대한민국의 국어학자 이수열. (~2021년)
- 2월 20일 - 홍콩의 기업인 리자오지. (~2025년)
- 2월 22일 - 미국의 컴퓨터과학자 토마스 E. 커츠. (~2024년)
- 2월 23일 - 중화인민공화국의 물리학자 장춘하오. (~2024년)
- 2월 27일 - 이스라엘의 총리 아리엘 샤론. (~2014년)
- 2월 29일
  - 대한민국의 배우, 영화제작자 조항. (~1968년)
  - 대한민국 군인 출신 기업인 박영석. (~2014년)
  - 대한민국 군인 출신 정치가 양봉직. (~1995년)
  - 미국의 수학자 시모어 페퍼트. (~2016년)
  - 잉글랜드의 배우 조스 애클랜드. (~2023년)

### 3월
- 3월 1일 - 프랑스의 영화 감독, 평론가 자크 리베트. (~2016년)
- 3월 6일
  - 대한민국의 사진가 최민식. (~2013년)
  - 콜롬비아의 소설가, 저널리스트, 정치 운동가 가브리엘 가르시아 마르케스. (~2014년)
- 3월 10일 - 미국의 백인 우월주의자 제임스 얼 레이. (~1998년)
- 3월 14일 - 미국의 우주비행사 프랭크 보먼. (~2023년)
- 3월 16일 - 대한민국의 배우 최무룡. (~1999년)
- 3월 18일 - 필리핀의 제12대 대통령 피델 V. 라모스. (~2022년)
- 3월 19일 - 스위스의 진보적 가톨릭 신학자 한스 큉. (~2021년)
- 3월 21일 - 대한민국의 패션 디자이너 노라 노.
- 3월 22일 - 대한민국의 정치인 황낙주. (~2002년)
- 3월 23일 - 대한민국의 정치인 김현자. (~2018년)
- 3월 24일
  - 대한민국의 사회학자 김대환. (~2006년)
  - 미국의 피아니스트, 음악가 바이런 재니스. (~2024년)
- 3월 28일 - 독일 태생의 수학자 알렉산더 그로텐디크. (~2014년)
- 3월 30일 - 프랑스의 변호사, 정치인, 작가 로베르 바댕테르. (~2024년)

### 4월
- 4월 2일 - 프랑스의 가수, 배우 세르주 갱스부르. (~1991년)
- 4월 4일
  - 미국의 영화배우 에스텔 해리스. (~2022년)
  - 미국의 시인 마야 앤절로. (~2014년)
- 4월 6일 - 미국의 생물학자 제임스 왓슨.
- 4월 7일 - 미국의 배우 제임스 가너. (~2014년)
- 4월 11일 - 미국의 인권옹호자 에델 케네디. (~2024년)
- 4월 15일 - 대한민국의 정치인 고재청. (~2014년)
- 4월 20일 - 대한민국의 서양화가 김종휘
- 4월 17일 - 대한민국의 정치인 정웅. (~2021년)
- 4월 22일 - 독일의 작곡가 카를하인츠 슈톡하우젠. (~2007년)
- 4월 23일 - 미국의 영화배우 셜리 템플. (~2014년)
- 4월 24일 - 스코틀랜드의 축구 선수, 축구 감독 토미 도허티. (~2020년)

### 5월
- 5월 4일 - 이집트의 고위정치인 호스니 무바라크. (~2020년)
- 5월 10일 - 에스토니아의 고위정치인 아르놀드 뤼텔. (~2024년)
- 5월 12일 - 미국의 피아니스트 버트 배커랙. (~2023년)
- 5월 15일 - 미국의 가수, 작곡가 월리 골드. (~1998년)
- 5월 16일 - 일본의 의학자, 세계 보건 기구의 제4대 사무총장 나카지마 히로시. (~2013년)
- 5월 19일 - 캄보디아의 총리, 군인 폴 포트. (~1998년)
- 5월 20일 - 미국의 군인 메릴 뉴먼. (~2022년)
- 5월 25일 - 미국의 기업인 맬컴 글레이저. (~2014년)
- 5월 26일 - 미국의 전직 의사, 병리학자, 교육자 잭 케보키언. (~2011년)
- 5월 27일 - 우간다의 군인, 정치인, 독재자 이디 아민. (~2003년)
- 5월 29일 - 미국의 은행가 펠릭스 로하틴. (~2019년)
- 5월 30일
  - 대한민국의 정치인 이범준. (~2007년)
  - 벨기에의 영화감독 아녜스 바르다. (~2019년)
  - 우간다의 군인, 정치인 이디 아민. (~2003년)

### 6월
- 6월 6일
  - 대한민국의 기업인 정세영. (~2005년)
  - 아일랜드 출신의 로마 가톨릭교회 성직자 패트릭 제임스 맥글린치. (~2018년)
- 6월 7일 - 영국의 영화감독 제임스 아이보리.
- 6월 8일 - 페루의 신학자 구스타보 구티에레스. (~2024년)
- 6월 11일 - 일본의 서예가 아베 요코. (~2024년)
- 6월 13일 - 미국의 수학자 존 포브스 내시. (~2015년)
- 6월 14일 - 아르헨티나 출신의 사회주의 혁명가 체 게바라. (~1967년)
- 6월 20일
  - 미국의 배우 마틴 랜다우. (~2017년)
  - 프랑스의 정치인 장마리 르펜. (~2025년)
- 6월 22일 - 일본의 배우 사사키 스미에. (~2019년)
- 6월 25일 - 미국의 군인 존 A. 위컴 주니어. (~2024년)
- 6월 28일 - 영국의 물리학자 존 스튜어트 벨. (~1990년)
- 6월 29일 - 대한민국의 교육자 신문철.

### 7월
- 7월 4일 - 이탈리아의 전 축구 선수 잠피에로 보니페르티. (~2021년)
- 7월 5일 - 프랑스의 총리 피에르 모루아. (~2013년)
- 7월 8일 - 대한민국의 정치인 최훈. (~2000년)
- 7월 12일 - 조선민주주의인민공화국의 정치인 조명록. (~2010년)
- 7월 23일 - 미국의 작가 휴버트 셀비 주니어. (~2004년)
- 7월 24일 - 대한민국의 조각가 김세중. (~1986년)
- 7월 26일
  - 대한민국의 언론인, 정치가 윤주영. (~2025년)
  - 미국의 영화 감독 스탠리 큐브릭. (~1999년)
  - 미국의 가수 조지프 잭슨. (~2018년)
- 7월 29일 - 대한민국의 배우, 성우 양일민.

### 8월
- 8월 2일 - 대한민국의 범죄인, 정치 깡패 신정식. (~1961년)
- 8월 4일 - 헝가리의 배우 카다르 플로라. (~2003년)
- 8월 5일 - 대한민국의 국무총리, 교육부 장관 정원식. (~2020년)
- 8월 6일
  - 대한민국의 기업인 정세영. (~2005년)
  - 대한민국의 외무공무원 및 사회기관단체인 최필립. (~2013년)
  - 미국의 예술가 앤디 워홀. (~1987년)
- 8월 7일 - 캐나다의 마술사 제임스 랜디. (~2020년)
- 8월 9일 - 미국의 농구 선수 밥 쿠지.
- 8월 12일 - 대한민국의 정치인 조일제. (~2018년)
- 8월 14일 - 이탈리아의 각본가, 영화 감독 리나 베르트뮐러. (~2021년)
- 8월 15일 - 영국의 영화감독 니콜라스 로그. (~2018년)
- 8월 16일 - 미국의 배우, 가수 앤 블라이스.
- 8월 19일 - 대한민국의 정치인 김삼봉.
- 8월 20일 - 대한민국의 고위정치인 김수한. (~2024년)
- 8월 21일 - 미국의 트럼펫 연주자, 작곡가 아트 파머. (~1999년)
- 8월 22일 - 독일의 작곡가 카를하인츠 슈토크하우젠. (~2007년)
- 8월 25일
  - 대한민국의 희극인 서영춘. (~1986년)
  - 독일의 물리학자 허버트 크뢰머. (~2024년)
- 8월 26일 - 대한민국의 비전향장기수 류락진. (~2005년)
- 8월 27일 - 일본의 화학자 시모무라 오사무. (~2018년)

### 9월
- 9월 1일
  - 러시아의 무용수 박 비비안나. (~2013년)
  - 미국의 배우, 가수 앤 블라이스.
- 9월 6일 - 일본의 건축가 마키 후미히코. (~2024년)
- 9월 11일 - 미국의 배우 얼 홀리먼. (~2024년)
- 9월 12일 - 대한민국의 기업인 구두회. (~2011년)
- 9월 19일 - 미국의 배우, 성우 애덤 웨스트. (~2017년)
- 9월 29일 - 헝가리의 축구 선수, 축구 감독 런토시 미하이. (~1989년)

### 10월
- 10월 1일 - 중국의 정치가, 전 국무원 총리 주룽지.
- 10월 2일 - 대한민국의 철학자 겸 시사평론가 김동길. (~2022년)
- 10월 3일 - 미국의 미래학자 앨빈 토플러. (~2016년)
- 10월 8일 - 브라질의 축구 선수 발지르 페헤이라. (~2001년)
- 10월 12일 - 아르메니아의 작곡가 지반 가스파리안. (~2021년)
- 10월 13일 - 대한민국의 교육자 김문희.
- 10월 15일 - 대한민국의 군인 김종묵. (~1953년)
- 10월 17일 - 대한민국의 영화 배우 최성. (~2009년)
- 10월 20일 - 중국의 정치가, 전 국무원 총리 리펑. (~2019년)
- 10월 26일 - 대한민국의 의학자 이호왕. (~2022년)
- 10월 30일 - 미국의 미생물학자 대니얼 네이선스. (~1999년)

### 11월
- 11월 3일
  - 일본의 만화가 테즈카 오사무. (~1989년)
  - 미국의 공학자, 교육자 닉 홀로니악. (~2022년)
- 11월 6일
  - 대한민국의 배우, 가수, 치과의사, 기업가 신영균.
  - 미국의 영화배우 크루 굴레이저. (~2022년)
- 11월 8일 - 독일의 언론인, 운동가 우르줄라 하페르베크. (~2024년)
- 11월 10일 - 이탈리아의 작곡가 엔니오 모리코네. (~2020년)
- 11월 12일 - 잉글랜드의 작가 폴 존슨. (~2023년)
- 11월 14일
  - 대한민국의 언론인, 정치인 송원영. (~1995년)
  - 미국의 배우 캐슬린 휴즈. (~2025년)
- 11월 16일 - 미국의 배우 크루 굴레이저. (~2022년)
- 11월 20일
  - 대한민국의 기업인, 저술가 권희로. (~2010년)
  - 대한민국의 기업인 박태서. (~2010년)
- 11월 21일 - 대한민국의 역사학자 전상운. (~2018년)
- 11월 23일
  - 대한민국의 군인 이종연. (~2024년)
  - 미국의 극작자 제리 보크. (~2010년)
  - 중화인민공화국의 영화배우 레오 퐁. (~2022년)
- 11월 25일 - 대한민국의 교육자 이수봉.
- 11월 28일 - 대한민국의 군인, 변호사 이종연. (~2024년)
- 11월 29일 - 대한민국의 의학자 한상태. (~2020년)
- 11월 30일 - 대한민국의 여성운동가, 위안부 피해자 길원옥. (~2025년)

### 12월
- 12월 2일 - 대한민국의 정치인, 축산경영인 강성원. (~2019년)
- 12월 4일 - 대한민국의 지휘자 원경수.
- 12월 7일 - 미국의 언어학자, 정치운동가 노엄 촘스키.
- 12월 13일 - 대한민국의 사회운동가 이용수.
- 12월 15일 - 대한민국의 국회의원 강길만. (~2022년)
- 12월 16일
  - 미국의 SF 소설가 필립 K. 딕. (~1982년)
  - 미국의 배우 테리 카터. (~2024년)
- 12월 17일 - 대한민국의 군인 출신 정치인 이상익. (~2006년)

### 미상
- 대한민국의 국악인 김경애.
- 우즈베키스탄의 화가 니콜라이 신. (~2006년)
- 폴란드의 영화배우 프란치셰크 피에치카. (~2022년)
- 대한민국의 배우 이영호.

## 사망

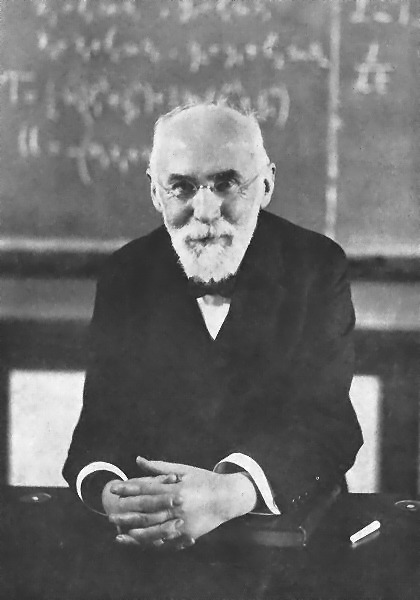
헨드릭 로런츠

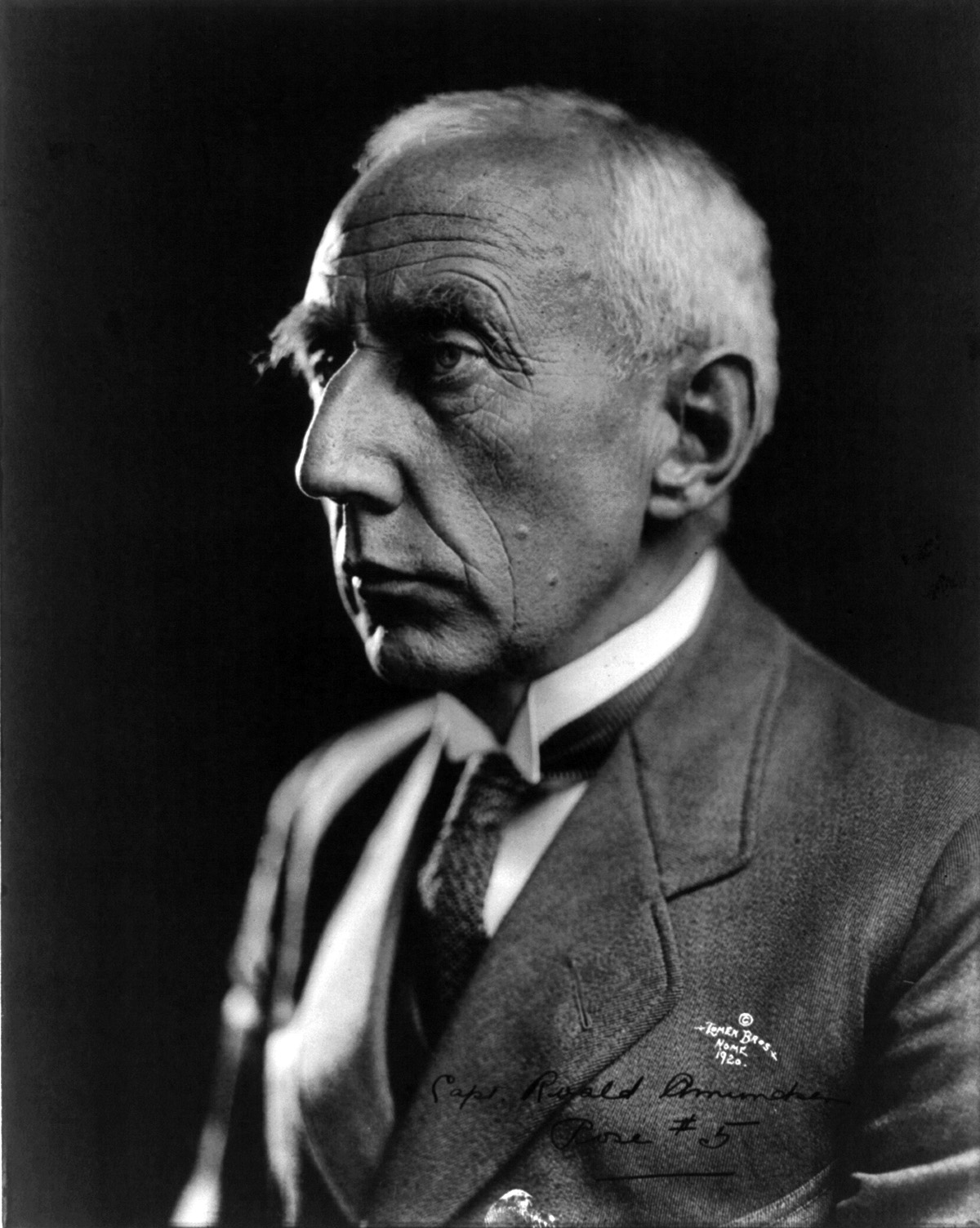
로알 아문센

- 2월 4일 - 네덜란드의 물리학자, 연구원 헨드릭 로런츠. (1853년~)
- 5월 21일 - 일본의 세균학자 노구치 히데요. (1876년~)
- 6월 7일 - 중국의 군벌 장쭤린. (1875년~)
- 6월 18일 - 노르웨이 탐험가 로알 아문센. (1872년~)
- 8월 12일 - 체코의 작곡가, 민속학자 레오시 야나체크. (1854년~)
- 10월 10일 - 대한민국의 독립운동가 조명하. (1905년~)

## 노벨상
- 문학상:
- 물리학상: 오언 윌런스 리처드슨
- 생리학 및 의학상:
- 평화상:
- 화학상:

## 달력
| 1월 |    |    |    |    |    |    |
| 일  | 월 | 화 | 수 | 목 | 금 | 토 |
| 1   | 2  | 3  | 4  | 5  | 6  | 7  |
| 8   | 9  | 10 | 11 | 12 | 13 | 14 |
| 15  | 16 | 17 | 18 | 19 | 20 | 21 |
| 22  | 23 | 24 | 25 | 26 | 27 | 28 |
| 29  | 30 | 31 |    |    |    |    |

| 2월 |    |    |    |    |    |    |
| 일  | 월 | 화 | 수 | 목 | 금 | 토 |
|     |    |    | 1  | 2  | 3  | 4  |
| 5   | 6  | 7  | 8  | 9  | 10 | 11 |
| 12  | 13 | 14 | 15 | 16 | 17 | 18 |
| 19  | 20 | 21 | 22 | 23 | 24 | 25 |
| 26  | 27 | 28 | 29 |    |    |    |

| 3월 |    |    |    |    |    |    |
| 일  | 월 | 화 | 수 | 목 | 금 | 토 |
|     |    |    |    | 1  | 2  | 3  |
| 4   | 5  | 6  | 7  | 8  | 9  | 10 |
| 11  | 12 | 13 | 14 | 15 | 16 | 17 |
| 18  | 19 | 20 | 21 | 22 | 23 | 24 |
| 25  | 26 | 27 | 28 | 29 | 30 | 31 |

| 4월 |    |    |    |    |    |    |
| 일  | 월 | 화 | 수 | 목 | 금 | 토 |
| 1   | 2  | 3  | 4  | 5  | 6  | 7  |
| 8   | 9  | 10 | 11 | 12 | 13 | 14 |
| 15  | 16 | 17 | 18 | 19 | 20 | 21 |
| 22  | 23 | 24 | 25 | 26 | 27 | 28 |
| 29  | 30 |    |    |    |    |    |

| 5월 |    |    |    |    |    |    |
| 일  | 월 | 화 | 수 | 목 | 금 | 토 |
|     |    | 1  | 2  | 3  | 4  | 5  |
| 6   | 7  | 8  | 9  | 10 | 11 | 12 |
| 13  | 14 | 15 | 16 | 17 | 18 | 19 |
| 20  | 21 | 22 | 23 | 24 | 25 | 26 |
| 27  | 28 | 29 | 30 | 31 |    |    |

| 6월 |    |    |    |    |    |    |
| 일  | 월 | 화 | 수 | 목 | 금 | 토 |
|     |    |    |    |    | 1  | 2  |
| 3   | 4  | 5  | 6  | 7  | 8  | 9  |
| 10  | 11 | 12 | 13 | 14 | 15 | 16 |
| 17  | 18 | 19 | 20 | 21 | 22 | 23 |
| 24  | 25 | 26 | 27 | 28 | 29 | 30 |

| 7월 |    |    |    |    |    |    |
| 일  | 월 | 화 | 수 | 목 | 금 | 토 |
| 1   | 2  | 3  | 4  | 5  | 6  | 7  |
| 8   | 9  | 10 | 11 | 12 | 13 | 14 |
| 15  | 16 | 17 | 18 | 19 | 20 | 21 |
| 22  | 23 | 24 | 25 | 26 | 27 | 28 |
| 29  | 30 | 31 |    |    |    |    |

| 8월 |    |    |    |    |    |    |
| 일  | 월 | 화 | 수 | 목 | 금 | 토 |
|     |    |    | 1  | 2  | 3  | 4  |
| 5   | 6  | 7  | 8  | 9  | 10 | 11 |
| 12  | 13 | 14 | 15 | 16 | 17 | 18 |
| 19  | 20 | 21 | 22 | 23 | 24 | 25 |
| 26  | 27 | 28 | 29 | 30 | 31 |    |

| 9월 |    |    |    |    |    |    |
| 일  | 월 | 화 | 수 | 목 | 금 | 토 |
|     |    |    |    |    |    | 1  |
| 2   | 3  | 4  | 5  | 6  | 7  | 8  |
| 9   | 10 | 11 | 12 | 13 | 14 | 15 |
| 16  | 17 | 18 | 19 | 20 | 21 | 22 |
| 23  | 24 | 25 | 26 | 27 | 28 | 29 |
| 30  |    |    |    |    |    |    |

| 10월 |    |    |    |    |    |    |
| 일   | 월 | 화 | 수 | 목 | 금 | 토 |
|      | 1  | 2  | 3  | 4  | 5  | 6  |
| 7    | 8  | 9  | 10 | 11 | 12 | 13 |
| 14   | 15 | 16 | 17 | 18 | 19 | 20 |
| 21   | 22 | 23 | 24 | 25 | 26 | 27 |
| 28   | 29 | 30 | 31 |    |    |    |

| 11월 |    |    |    |    |    |    |
| 일   | 월 | 화 | 수 | 목 | 금 | 토 |
|      |    |    |    | 1  | 2  | 3  |
| 4    | 5  | 6  | 7  | 8  | 9  | 10 |
| 11   | 12 | 13 | 14 | 15 | 16 | 17 |
| 18   | 19 | 20 | 21 | 22 | 23 | 24 |
| 25   | 26 | 27 | 28 | 29 | 30 |    |

| 12월 |    |    |    |    |    |    |
| 일   | 월 | 화 | 수 | 목 | 금 | 토 |
|      |    |    |    |    |    | 1  |
| 2    | 3  | 4  | 5  | 6  | 7  | 8  |
| 9    | 10 | 11 | 12 | 13 | 14 | 15 |
| 16   | 17 | 18 | 19 | 20 | 21 | 22 |
| 23   | 24 | 25 | 26 | 27 | 28 | 29 |
| 30   | 31 |    |    |    |    |    |

### 음양력 대조 일람
| 음력월 | 월건 | 대소 | 음력 1일의 양력 월일 | 음력 1일 간지 |
| ------ | ---- | ---- | -------------------- | ------------- |
| 1월    | 갑인 | 소   | 1월 23일             | 임술          |
| 2월    | 을묘 | 대   | 2월 21일             | 신묘          |
| 윤2월  |      | 소   | 3월 22일             | 신유          |
| 3월    | 병진 | 소   | 4월 20일             | 경인          |
| 4월    | 정사 | 대   | 5월 19일             | 기미          |
| 5월    | 무오 | 소   | 6월 18일             | 기축          |
| 6월    | 기미 | 소   | 7월 17일             | 무오          |
| 7월    | 경신 | 대   | 8월 15일             | 정해          |
| 8월    | 신유 | 대   | 9월 14일             | 정사          |
| 9월    | 임술 | 소   | 10월 14일            | 정해          |
| 10월   | 계해 | 대   | 11월 12일            | 병진          |
| 11월   | 갑자 | 대   | 12월 12일            | 병술          |
| 12월   | 을축 | 대   | 1929년 1월 11일      | 병진          |